# Diospyros kotoensis
Diospyros kotoensis là một loài thực vật có hoa trong họ Thị. Loài này được T.Yamaz. mô tả khoa học đầu tiên năm 1974.